# Nice (Unix)
nice – polecenie systemu Unix, służące do uruchamiania procesów z określonym priorytetem.

## Opis działania
Polecenie ustala priorytet procesu w algorytmie szeregowania, zgodnie z zasadą, że procesowi o większym priorytecie zostanie przyznane więcej czasu procesora niż procesowi o mniejszym priorytecie. Priorytet określa się parametrem zwanym niceness, będącym liczbą całkowitą z przedziału -20 (najwyższy priorytet) do 19 (najniższy priorytet). Tylko użytkownik o uprawnieniach superusera może używać ujemnych wartości parametru niceness, jednakże w systemie Linux poprzez edycję pliku /etc/security/limits.conf, można to umożliwić innym użytkownikom i grupom. Procesy uruchamiane bez użycia komendy nice domyślnie posiadają priorytet równy 0, ale administrator systemu może to zmienić.
Dokładny matematyczny efekt ustawienia danej wartości niceness dla procesu zależy od szczegółów działania algorytmu szeregowania w danej implementacji systemu. Zwykle algorytmy szeregowania posiadają różne heurystyki, np. do faworyzowania procesów ograniczonych przez operacje wejścia/wyjścia nad procesami ograniczonymi przez jednostkę centralną. Dla przykładu, gdy dwa identyczne procesy są uruchomione równolegle na jednordzeniowym systemie, przydział czasu procesora do każdego z nich będzie proporcjonalny do {\displaystyle 20-p,} gdzie p jest wartością priorytetu procesu. Dlatego proces uruchomiony z wartością niceness równą 15 otrzyma {\displaystyle {\tfrac {1}{4}}} czasu procesora przydzielonego procesowi o normalnym priorytecie, zgodnie ze wzorem {\displaystyle {\tfrac {20-15}{20-0}}={\tfrac {1}{4}}.} Z drugiej strony w algorytmie szeregowania zaimplementowanym w BSD 4.x, stosunek dla tego samego czasu wyniesie {\displaystyle {\tfrac {1}{10}}.}
Powiązany program renice może być użyty do zmiany priorytetu procesu który jest już uruchomiony. Linux posiada także program ionice, używany do zmiany priorytetu procesów na podstawie operacji wejścia/wyjścia.

## Składnia wywołania
nice wywoływane jest w następujący sposób:
```
$
 
nice
 
[
opcje...
]
 
[
komenda
 
[
argumenty
]]

```

### Opcje
- --help – wyświetla informację o stosowaniu programu i dostępnych opcjach, kończy działanie.
- -n adjustment, -adjustment, --adjustment=adjustment – wartość będąca liczbą całkowitą z przedziału -20 (najwyższy priorytet) do 19 (najniższy priorytet). Wartości ujemne, powodujące zwiększenie priotytetu, mogą być używane tylko przez użytkowników uprzywilejowanych. Jeśli nie zostanie podana żadna wartość, domyślnie zostanie ona ustawiona na 10.
- --version – wyświetla numer wersji programu i kończy działanie.